# Molophilus acis
Molophilus acis är en tvåvingeart som beskrevs av Alexander 1969. Molophilus acis ingår i släktet Molophilus och familjen småharkrankar. Inga underarter finns listade i Catalogue of Life.